# Ritmo e dolore
Ritmo e Dolore è il secondo album in studio dei Timoria.

## Descrizione
Al suo interno vi è il brano L'uomo che ride, canzone che vinse il premio della critica per le nuove proposte al Festival di Sanremo 1991.
Anche questo album è prodotto dall'ex bassista di Litfiba e CCCP Gianni Maroccolo e vede la partecipazione di Antonio Aiazzi (ex-compagno di band di Maroccolo) alle tastiere nel brano Troppo tardi.
Il disco si allontana dalle sonorità pop rock del precedente lavoro a favore di un hard rock più aggressivo e deciso.

## Tracce
Testi e musiche di Omar Pedrini, eccetto dove indicato.
1. Nata dal cuore – 2:54
2. Jugendflucht – 2:45
3. Albero – 4:51
4. Ritmo e dolore – 4:27
5. L'uomo che ride – 3:46
6. ...Non tornerà mai più – 2:54
7. Message for You – 3:57
8. Brucia con me – 3:19 (Pedrini/Pellegrini/Pedrini)
9. Baby Killer – 7:18
10. Gloria fluxa est – 3:44
11. La nave – 1:59
12. Troppo tardi – 3:59

Durata totale: 45:53

## Formazione
- Francesco Renga – voce
- Omar Pedrini – chitarra, voce addizionale, cori
- Carlo Alberto “Illorca” Pellegrini – basso e cori, voce addizionale in Baby killer
- Enrico Ghedi – tastiere, cori
- Diego Galeri – batteria

### Altri musicisti
- Antonio Aiazzi – organo e pianoforte in Troppo tardi